# Karl Martin Ludwig Schetelig
Karl Martin Ludwig Schetelig (* 6. März 1808 in Lübeck; † 31. Januar 1881 ebenda) war ein deutscher Industrieller.

## Leben und Wirken
Karl Martin Ludwig Schetelig war ein Sohn des Lübecker Uhr- und Instrumentenmachers Christian Hermann Schetelig (* 21. September 1774 in Schönberg; † 2. August 1859 in Lübeck) und dessen Ehefrau Anna Dorothea Christina, geborene Lücke (* 20. Mai 1784; † 9. Juli 1850). Der Großvater väterlicherseits war der Schönberger Pastor August Friedrich Schetelig. Der Großvater mütterlicherseits war der Schönberger Pastoren Johann Adolph Lücke. Der Arzt Jacob August Schetelig war ein Onkel.
Im Jahr 1837 urteilte eine unbekannte Person, dass Schetelig ein fleißiger Mechanikus sei, der sich selbst ein breites Wissen im Fachgebiet angeeignet habe. Welche Art der Ausbildung er durchlaufen hatte, ist jedoch nicht dokumentiert. Anfang 1837 stellte er einen Antrag beim Rat der Stadt Lübeck für eine Zulassung als Mechanikus und insbesondere Maschinenbauer. In der Stadt unterstützten bereits seit längerer Zeit Person Industrieunternehmen. Dabei gerieten sie oftmals in Konflikt mit dem Verbietungsrecht der in Zünften organisierten Handwerker. Der Lübecker Rat prüfte daher Scheteligs Bitte umfassend. Am 4. Oktober 1837 erhielt er die Konzession für eine Maschinenfabrik. Der Rat formulierte dabei derart, dass Einsprüche der Handwerksämter nahezu nicht möglich waren. Die Wirtschaftsförderer freuten sich öffentlich über die Niederlage der Zunftbeschränkungen. In den 1840er Jahren stritt sich Schetelig trotzdem aufgrund der Lieferung von Jaquard-Webstühlen mit den Tischlern vor Gericht. Der Prozess ging bis an das Oberappellationsgericht, wo ein Vergleich erzielt wurde.
Am 17. Oktober 1837 erhielt Schetelig das Lübecker Bürgerrecht. Im Jahr 1838 hatte er bei starkem Auftragseingang 10 Angestellte. 1840 reparierte er die Kessel des Dampfschiffes „Naslednik“ der Lübeck-St. Petersberger Dampfschifffahrtsgesellschaft und ein Rostocker Dampfschiff. Im Folgejahr baute er neue Kessel in das Travedampfschiff „Mercur“ ein. 1843 erstellte er eine sogenannte Zweibrückener Kniehebel-Druckpresse. Dieser Apparat für eine Firma aus Reval konnte im Haus des Ratsbuchdruckers Schmidt besichtigt werden.
Schetelig wollte seinen Betrieb vergrößern und um eine Eisengießerei erweitern. Er arbeitete inzwischen gemeinsam mit dem Lübecker Architekten und Kaufmann Georg Heinrich Kollmann (1807–1874), Bruder von Johannes Kollmann. Da der bisherige Standort des Unternehmens keine Erweiterungen zuließ, kauften die Partner das Grundstück einer ehemaligen Fabrik für Stärkemehl. Am 13. August 1845 erhielten sie eine Genehmigung für die Baupläne vor dem Holstentor. Ab 1846 arbeiteten die Unternehmer hier und betrieben eine der ersten, in Lübeck fest installierten Dampfmaschinen mit einer Leistung von 8 PS.
Ab 1848/49 belieferte Schetelig mit seinem Kompagnon unter der Firmierung Kollmann & Schetelig den Lübecker Staat mit Maschinen für Schwimmbagger, die das Unternehmen auch reparierte. Die Zahl der Mitarbeiter und der Umsatz änderten sich ständig. 1854 arbeiteten hier zwischen 52 und 75 Personen, 1869 insgesamt 90, wovon mitunter die Hälfte der Beschäftigten nicht aus Lübeck kam. 1870 sank die Mitarbeiterzahl auf 50. Kollmann & Schetelig produzierte in der Gießerei ständig wechselnden, neuartige Produkte.
1841 trat Schetelig in die Gesellschaft zur Beförderung gemeinnütziger Tätigkeit ein, in der auch sein Vater seit 1822 Mitglied war. 1861 schenkte er der Gewerbeschule ein Modell eines Dampfkessels und stellte für den Unterricht Zeichnungen zur Verfügung. 1862 trat er in den Verein zur Förderung der Gewerbefreiheit in Lübeck. 1868 gehörte er der Kaufmannschaft zu Lübeck an. 1873 verkaufte er seine Firma an ein Bankenkonsortium. Dieses überführte es in die Lübecker Maschinenbau Gesellschaft Aktiengesellschaft, die später als ein Werk von Orenstein & Koppel das größte Maschinenbauunternehmen Lübecks wurde.

## Familie
Schetelig heiratete am 18. August 1842 Cecilia Catharina Henriette Harding (* 5. Dezember 1820 in Lübeck; † 21. April 1884 ebenda). Ihr Vater Diedrich (Dirck) Heinrich Harding arbeitete in Lübeck als Gewürzkrämer. Das Ehepaar Schetelig hatte sechs Söhne und drei Töchter. Zu ihnen gehörten:
- Heinrich Georg Christian (1843–1907). Er arbeitete in Lübeck als Fabrikant und besaß die Firma Schetelig & Nölck.
- Sophia Maria Emilie (1850–1928) heiratete 1879 den Ingenieur und späteren Direktor der Lübecker Maschinenbau Gesellschaft Carl Bernhardt (1845–1906).